# Ayam Cemani
Ayam Cemani (Ayam é "galinha", em indonésio e Cemani pode ser traduzido como "totalmente preta", em javanês) é uma rara espécie de galinha nativa da Indonésia.

## Origem e descrição
A galinha totalmente preta (penas, bicos, pernas, pele e até a carne são pretas) tem sua origem há vários séculos nas ilhas indonésias de Sumatra e Java.
Sua raridade deriva do fato de muitos cruzamentos terem ocorrido nas criações, mesmo na ilha de Java, onde é originária. Há relatos de que os colonizadores holandeses se recusavam a comer a carne preta da ave.
Embora recentemente tenha sido registrado uma variante sueca de galinhas totalmente negras, estas possuem uma dimensão bem inferior à Cemani. A ave foi introduzida em 1998 na Holanda, e no começo do século XXI na Alemanha.
Como em praticamente todas as espécies de galináceos, o dimorfismo sexual é bem evidente, sendo o macho bem maior e mais pesado do que a fêmea. O galo pesa entre 2,5 e 3 kg, ao passo que a galinha pesa entre 1 e 1,6 kg; as fêmeas possuem uma postura anual média de 150 ovos, que são claros (cor creme) e pesam cerca de 40g.